# Seznam návštěvních posádek Mezinárodní vesmírné stanice

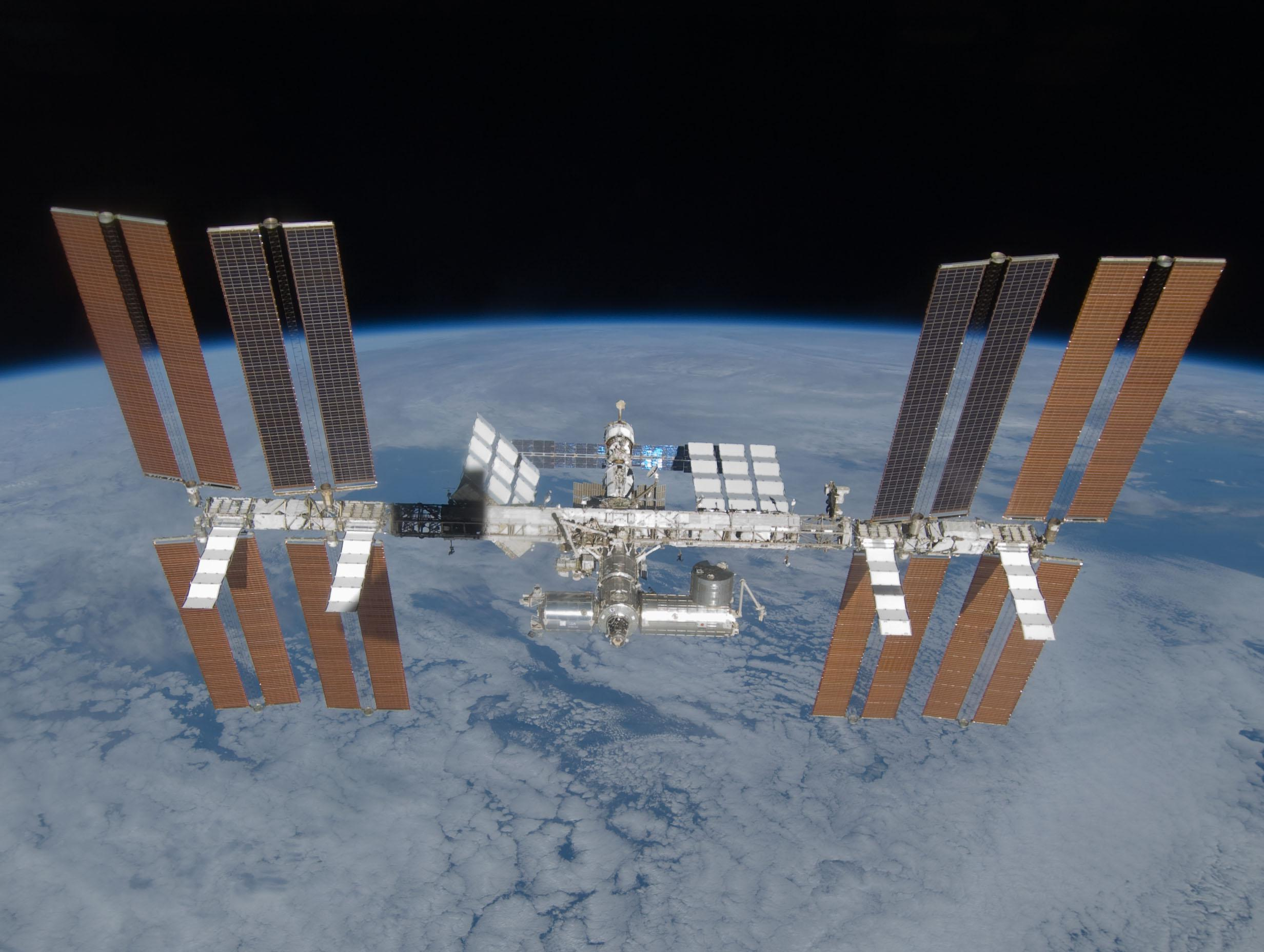
Mezinárodní vesmírná stanice (ISS) v březnu 2009

Návštěvní posádky Mezinárodní vesmírné stanice jsou jedno- až čtyřčlenné týmy kosmonautů, které v rámci návštěvních expedic krátkodobě navštěvují Mezinárodní vesmírnou stanici (ISS) v kosmických lodích Sojuz.
Lidé na Mezinárodní vesmírné stanici pobývají přechodně od prosince 1998, trvale od listopadu 2000. Trvalé osídlení Mezinárodní vesmírné stanice zajišťují základní posádky, střídající se obvykle po šesti měsících. Kromě nich a návštěvních posádek ze Sojuzů na stanici přilétaly americké raketoplány Space Shuttle, jejichž osazenstvo především zajišťovalo montáž raketoplánem přivezených modulů a konstrukcí.
Jednorázové trojmístné Sojuzy slouží na ISS jako záchranné čluny, které se střídají po půl roce. Pokud doprava členů základních posádek nevyčerpá kapacitu Sojuzů, jsou lodě obsazeny kosmonauty, kteří se po týdnu až deseti dnech vracejí střídanou lodí (zpravidla zástupci neruských kosmických agentur nebo soukromníky, a tedy platícími za cestu). Tito kosmonauté jsou „návštěvní posádkou“ a jejich výpravy „návštěvní expedicí“ (rusky экспедиция посещения, zkráceně ЭП). V období 2000–2002, kdy byly základní posádky střídány raketoplány, mohly být návštěvní expedice tříčlenné. V letech 2003–2009 zbývalo kromě dvou členů základních posádek v Sojuzech pouze jedno místo. Od roku 2009 jsou základní posádky šestičlenné a jejich dopravou jsou Sojuzy plně vytíženy. Další krátkodobá návštěva proběhla až v září 2015 v souvislosti s ročním letem ruského a amerického kosmonauta (Michaila Kornijenko a Scotta Kelly) a poté roku 2019.

## Seznam návštěvních expedic
U kosmonautů je uvedena státní příslušnost, jméno, funkce v posádce lodi (velitel, palubní inženýr nebo účastník kosmického letu) a nakonec mateřská organizace či agentura – Středisko přípravy kosmonautů (CPK), RKK Eněrgija nebo Kosmická vojska Ruska u ruských kosmonautů. Neruští kosmonauti byli do vesmíru vysláni buď státními kosmickými agenturami – evropskou ESA, kanadskou CSA, brazilskou INPE, malajsijskou ANGKASA, jihokorejskou KARI, kazašským Kazkosmosem či Kosmickým centrem Muhammada bin Rašída Spojených arabských emirátů, nebo letěli jako takzvaní „vesmírní turisté“ na základě dohod mezi nimi a Roskosmosem, zprostředkovaných společností Space Adventures.
| Emblém                                                       | Posádka | Fotografie posádky                                                                                      | Datum startu, vynášející loď                 | Doba letu                  | Datum přistání, návratová loď                  | Záložní posádka                                                                                                  | Ref.                  |
| 1. návštěvní expedice                                        | 1. návštěvní expedice | 1. návštěvní expedice                                                                                   | 1. návštěvní expedice                        | 1. návštěvní expedice      | 1. návštěvní expedice                          | 1. návštěvní expedice                                                                                            | 1. návštěvní expedice |
| ------------------------------------------------------------ | --- | --- | -------------------------------------------- | -------------------------- | ---------------------------------------------- | --- | --------------------- |
| Emblém 1. návštěvní expedice na ISS                          | Talgat Musabajev velitel, CPK Jurij Baturin palubní inženýr, CPK Dennis Tito účastník kosmického letu, soukromník                                                                                        | Fotografie členů 1. návštěvní expedice na ISS, sedí ve skafandrech bez přileb                           | 28. dubna 2001 7:37 UTC Sojuz TM-32          | 7 dní 22 hodin 4 minuty    | 6. května 2001 5:41 UTC Sojuz TM-31            | Viktor Afanasjev velitel, CPK Konstantin Kozejev palubní inženýr, Eněrgija                                       | [ 2 ]                 |
| 2. návštěvní expedice program Andromeda                      | | |                                              |                            |                                                | |                       |
| Emblém 2. návštěvní expedice na ISS                          | Viktor Afanasjev velitel, CPK Claudie Haigneréová palubní inženýr 1, ESA Konstantin Kozejev palubní inženýr 2, Eněrgija                                                                                  | Fotografie členů 2. návštěvní expedice na ISS, vznášejí se v modulu Zvezda Mezinárodní vesmírné stanice | 21. října 2001 8:59 UTC Sojuz TM-33          | 9 dní 20 hodin 0 minut     | 31. října 2001 4:59 UTC Sojuz TM-32            | Sergej Zaljotin velitel, CPK Naděžda Kuželná palubní inženýr, Eněrgija                                           | [ 3 ]                 |
| 3. návštěvní expedice program Marco Polo                     | | |                                              |                            |                                                | |                       |
| Emblém 3. návštěvní expedice na ISS                          | Jurij Gidzenko velitel, CPK Roberto Vittori palubní inženýr, ESA Mark Shuttleworth účastník kosmického letu, soukromník                                                                                  | Fotografie členů 3. návštěvní expedice na ISS, vznášejí se v modulu Zvezda Mezinárodní vesmírné stanice | 25. dubna 2002 6:27 UTC Sojuz TM-34          | 9 dní 21 hodin 25 minut    | 5. května 2002 3:52 UTC Sojuz TM-33            | Gennadij Padalka velitel, CPK Oleg Kononěnko palubní inženýr, Eněrgija                                           | [ 4 ]                 |
| 4. návštěvní expedice program Odissea                        | | |                                              |                            |                                                | |                       |
| Emblém 4. návštěvní expedice na ISS                          | Sergej Zaljotin velitel, CPK Frank De Winne palubní inženýr 1, ESA Jurij Lončakov palubní inženýr 2, CPK                                                                                                 | Fotografie posádky Sojuzu TMA-1, vznášejí se v modulu Zvezda Mezinárodní vesmírné stanice               | 30. října 2002 3:11 UTC Sojuz TMA-1          | 10 dní 20 hodin 53 minut   | 10. listopadu 2002 0:04 UTC Sojuz TM-34        | Jurij Lončakov velitel, CPK Alexandr Lazutkin palubní inženýr, Eněrgija                                          | [ 5 ]                 |
| 5. návštěvní expedice                                        | | |                                              |                            |                                                | |                       |
| Zrušena po havárii Columbie v únoru 2003.                    | | |                                              |                            |                                                | |                       |
|                                                              | Gennadij Padalka velitel, CPK Pedro Duque palubní inženýr, ESA | | 28. dubna 2003 (plán) Sojuz TMA-2            | 10 dní (plán)              |                                                | Sergej Krikaljov velitel, Eněrgija Oleg Kotov, palubní inženýr, CPK                                              |                       |
| 6. návštěvní expedice                                        | | |                                              |                            |                                                | |                       |
| Zrušena po havárii Columbie v únoru 2003.                    | | |                                              |                            |                                                | |                       |
|                                                              | Sergej Krikaljov velitel, Eněrgija André Kuipers palubní inženýr, ESA | | 18. října 2003 (plán) Sojuz TMA-3            | 10 dní (plán)              |                                                | Jurij Onufrijenko velitel, CPK Oleg Skripočka palubní inženýr, Eněrgija                                          |                       |
| 5. návštěvní expedice program Cervantes                      | | |                                              |                            |                                                | |                       |
|                                                              | Pedro Duque palubní inženýr 1, ESA | Fotografie Pedra Duque                                                                                  | 18. října 2003 5:38 UTC Sojuz TMA-3          | 9 dní 21 hodin 2 minuty    | 28. října 2003 2:40 UTC Sojuz TMA-2            | André Kuipers palubní inženýr 1, ESA                                                                             | [ 7 ]                 |
| 6. návštěvní expedice program DELTA                          | | |                                              |                            |                                                | |                       |
|                                                              | André Kuipers palubní inženýr 1, ESA | Fotografie André Kuiperse                                                                               | 19. dubna 2004 3:19 UTC Sojuz TMA-4          | 10 dní 20 hodin 52 minut   | 30. dubna 2004 0:11 UTC Sojuz TMA-3            | Gerhard Thiele palubní inženýr 1, ESA                                                                            | [ 8 ]                 |
| 7. návštěvní expedice                                        | | |                                              |                            |                                                | |                       |
|                                                              | Jurij Šargin palubní inženýr 2, Kosmická vojska Ruska | Fotografie Jurije Šargina                                                                               | 14. října 2004 3:05 UTC Sojuz TMA-5          | 9 dní 21 hodin 29 minuty   | 24. října 2004 00:36 UTC Sojuz TMA-4           | Náhradník nebyl určen.                                                                                           | [ 9 ]                 |
| 8. návštěvní expedice program Eneide                         | | |                                              |                            |                                                | |                       |
|                                                              | Roberto Vittori palubní inženýr 2, ESA | Fotografie Roberta Vittori                                                                              | 15. dubna 2005 0:46 UTC Sojuz TMA-6          | 9 dní 21 hodin 22 minut    | 24. dubna 2005 22:07 UTC Sojuz TMA-5           | Robert Thirsk palubní inženýr 2, CSA                                                                             | [ 10 ]                |
| 9. návštěvní expedice                                        | | |                                              |                            |                                                | |                       |
|                                                              | Gregory Olsen účastník kosmického letu, soukromník | Fotografie Gregory Olsena                                                                               | 1. října 2005 3:55 UTC Sojuz TMA-7           | 9 dní 21 hodin 15 minut    | 11. října 2005 1:09 UTC Sojuz TMA-6            | Sergej Kostěnko účastník kosmického letu, soukromník                                                             | [ 11 ]                |
| 10. návštěvní expedice program Centenario                    | | |                                              |                            |                                                | |                       |
|                                                              | Marcos Pontes účastník kosmického letu, INPE (brazilská kosmická agentura) | Fotografie Marcose Pontese                                                                              | 30. března 2006 2:30 UTC Sojuz TMA-8         | 9 dní 21 hodin 17 minut    | 8. dubna 2006 23:47 UTC Sojuz TMA-7            | Sergej Volkov palubní inženýr 2, CPK                                                                             | [ 12 ]                |
| 11. návštěvní expedice                                       | | |                                              |                            |                                                | |                       |
|                                                              | Anúše Ansáríová účastník kosmického letu, soukromník | Fotografie Anúše Ansáríové                                                                              | 18. září 2006 4:09 UTC Sojuz TMA-9           | 10 dní 21 hodin 5 minut    | 29. září 2006 1:14 UTC Sojuz TMA-8             | Náhradník nebyl určen.                                                                                           | [ 13 ]                |
| 12. návštěvní expedice                                       | | |                                              |                            |                                                | |                       |
|                                                              | Charles Simonyi účastník kosmického letu, soukromník | Fotografie Charlese Simonyiho                                                                           | 7. dubna 2007 17:31 UTC Sojuz TMA-10         | 13 dní 19 hodin 0 minut    | 21. dubna 2007 12:30 UTC Sojuz TMA-9           | Náhradník nebyl určen.                                                                                           | [ 14 ]                |
| 13. návštěvní expedice                                       | | |                                              |                            |                                                | |                       |
|                                                              | Šejch Muszafar Šukor účastník kosmického letu, ANGKASA (malajsijská kosmická agentura) | Fotografie Šejch Muszafar Šukora                                                                        | 10. října 2007 13:23 UTC Sojuz TMA-11        | 10 dní 21 hodin 13 minuty  | 21. října 2007 10:36 UTC Sojuz TMA-10          | Faiz bin Chalíd účastník kosmického letu, ANGKASA                                                                | [ 15 ]                |
| 14. návštěvní expedice KAP (Korean Astronaut Program)        | | |                                              |                            |                                                | |                       |
|                                                              | I So-jon účastník kosmického letu, KARI (jihokorejská kosmická agentura) | Fotografie I So-jon                                                                                     | 8. dubna 2008 11:17 UTC Sojuz TMA-12         | 10 dní 21 hodin 13 minut   | 19. dubna 2008 8:30 UTC Sojuz TMA-11           | Ko San účastník kosmického letu, KARI                                                                            | [ 16 ]                |
| 15. návštěvní expedice program GTA (Generation II Astronaut) | | |                                              |                            |                                                | |                       |
|                                                              | Richard Garriott účastník kosmického letu, soukromník | Fotografie Richarda Garriota                                                                            | 12. října 2008 7:02 UTC Sojuz TMA-13         | 11 dní 20 hodin 35 minuty  | 24. října 2008 3:37 UTC Sojuz TMA-12           | Nik Halik účastník kosmického letu, soukromník                                                                   | [ 17 ]                |
| 16. návštěvní expedice                                       | | |                                              |                            |                                                | |                       |
|                                                              | Charles Simonyi účastník kosmického letu, soukromník | Fotografie Charlese Simonyiho                                                                           | 26. března 2009 11:49 UTC Sojuz TMA-14       | 10 dní 20 hodin 52 minut   | 8. dubna 2009 7:16 UTC Sojuz TMA-13            | Esther Dysonová účastník kosmického letu, soukromník                                                             | [ 18 ]                |
| 17. návštěvní expedice Poetic Social Mission                 | | |                                              |                            |                                                | |                       |
|                                                              | Guy Laliberté účastník kosmického letu, soukromník | Fotografie Guy Lalibertého                                                                              | 30. září 2009 7:15 UTC Sojuz TMA-16          | 10 dní 21 hodin 17 minut   | 11. října 2009 4:32 UTC Sojuz TMA-14           | Barbara Barrettová účastník kosmického letu, soukromník                                                          | [ 19 ]                |
| 18. návštěvní expedice                                       | | |                                              |                            |                                                | |                       |
|                                                              | Andreas Mogensen palubní inženýr 1, ESA Ajdyn Aimbetov palubní inženýr 2, Kazkosmos | | 2. září 2015 4:38 UTC Sojuz TMA-18M          | 9 dní 20 hodin 13 minut    | 12. září 2015 0:51 UTC Sojuz TMA-16M           | Thomas Pesquet palubní inženýr 1, ESA Sergej Prokopjev, palubní inženýr 2, Roskosmos (CPK)                       | [ 20 ] [ 21 ] [ 22 ]  |
| 19. návštěvní expedice UAE Astronaut Mission 1               | | |                                              |                            |                                                | |                       |
|                                                              | Hazzá al-Mansúrí účastník kosmického letu, MBRSC (kosmická agentura Spojených arabských emirátů) | Fotografie Hazzá al-Mansúrího                                                                           | 25. září 2019 13:57 UTC Sojuz MS-15          | 7 dní, 21 hodin, 2 minuty  | 3. října 2019 11:00 UTC Sojuz MS-12            | Sultán an-Nejádí účastník kosmického letu, MBRSC                                                                 | [ 23 ]                |
| Expedice Vyzov                                               | | |                                              |                            |                                                | |                       |
|                                                              | Klim Šipenko účastník kosmického letu, Pěrvyj kanal Julija Peresildová účastnice kosmického letu, Pěrvyj kanal                                                                                           | | 5. října 2021 08:55:02 UTC Sojuz MS-19       | 11 dní, 19 hodin, 40 minut | 17. října 2021 04:35:44 UTC Sojuz MS-18        | | [ 24 ]                |
| 20. návštěvní expedice                                       | | |                                              |                            |                                                | |                       |
|                                                              | Jusaku Maezawa účastník kosmického letu, soukromník Jozo Hirano účastník kosmického letu, soukromník | | 8. prosince 2021 07:38 UTC Sojuz MS-20       | 11 dní, 19 hodin, 35 minut | 20. prosince 2021 03:13:20 UTC Sojuz MS-20     | Šun Ogiso soukromník                                                                                             | [ 25 ]                |
| 1. návštěvní mise programu Axiom Space                       | | |                                              |                            |                                                | |                       |
|                                                              | Larry Connor účastník kosmického letu, soukromník Mark Pathy účastník kosmického letu, soukromník Ejtan Stibe účastník kosmického letu, soukromník                                                       | | 8. dubna 2022 15:17 12 UTC Axiom Mission 1   | 17 dní, 1 hodina, 49 minut | 25. dubna 2022 17:06 UTC Axiom Mission 1       | John Shoffner soukromník                                                                                         | [ 26 ] [ 27 ]         |
| 2. návštěvní mise programu Axiom Space                       | | |                                              |                            |                                                | |                       |
|                                                              | John Shoffner účastník kosmického letu, soukromník Alí al-Qarní letový specialista, Saúdská vesmírná komise Rajjána Barnáwíová letová specialistka, Saúdská vesmírná komise                              | | 21. května 2023 21:37 UTC Axiom Mission 2    | 9 dní, 5 hodin, 27 minut   | 31. května 2023 03:04 UTC Axiom Mission 2      | Walter Villadei Italské letectvo Mariam Fardousová Saúdská vesmírná komise Ali al-Ghamdi Saúdská vesmírná komise | [ 28 ] [ 29 ]         |
| 3. návštěvní mise programu Axiom Space                       | | |                                              |                            |                                                | |                       |
|                                                              | Walter Villadei účastník kosmického letu, Vojenské letectvo Alper Gezeravci účastník kosmického letu, Turecká vesmírná agentura Marcus Wandt účastník kosmického letu, Švédská národní vesmírná agentura | López-Alegría, Villadei, Gezeravci, Wandt (zleva)                                                       | 18. ledna 2024 21:49:11 UTC Axiom Mission 3  | 21 dní, 15 hodin, 41 minut | 9. února 2024 13:30 UTC Axiom Mission 3        | Tuva Atasever Turecká vesmírná agentura                                                                          | [ 30 ]                |
| 21. návštěvní expedice                                       | | |                                              |                            |                                                | |                       |
|                                                              | Maryna Vasileuská účastníce kosmického letu, NAKIB | | 23. března 2024 12:36:11 UTC Sojuz MS-25     | 13 dní, 18 hodin, 41 minut | 6. dubna 2024 07:17 Sojuz MS-24                | Anastasija Lenkovová NAKIB                                                                                       | [ 31 ]                |
| 4. návštěvní mise programu Axiom Space                       | | |                                              |                            |                                                | |                       |
|                                                              | Šubanšu Šukla účastník kosmického letu, ISRO Sławosz Uznański-Wiśniewski účastník kosmického letu, POLSA prostřednictvím ESA Tibor Kapu účastník kosmického letu, Vláda Maďarska                         | | 25. června 2025 06:31:53 UTC Axiom Mission 4 | 20 dní, 3 hodiny, 0 minut  | 15. července 2025 11:31:36 UTC Axiom Mission 4 | Prasanth Nair ISRO Gyula Cserényi, Vláda Maďarska                                                                | [ 32 ]                |